# Ormosia fragmentata
Ormosia fragmentata là một loài ruồi trong họ Limoniidae. Chúng phân bố ở miền Cổ bắc.